# Ophiusa absens
Ophiusa absens là một loài bướm đêm trong họ Erebidae.